# Hornussen (Szwajcaria)
Hornussen – miejscowość w gminie Böztal w północno-zachodniej Szwajcarii, w kantonie Argowia, w okręgu Laufenburg. Leży w dolinie Fricktal, przy autostradzie A3 łączącej Bazyleę z Zurychem. Do 31 grudnia 2021 gmina (niem. Einwohnergemeinde).
Pierwsza wzmianka o miejscowości pochodzi z 1281 roku, ale założono ją już między VI a VIII wiekiem. Aż do 1802 roku Hornussen wraz z doliną Fricktal należały do Austrii, kiedy to Napoleon Bonaparte przyznał te tereny Szwajcarii. Na zboczach Hornussen uprawia się winorośl. 
Choć w pobliżu miejscowości znajduje się stacja kolejowa, to służy ona obecnie jedynie jako przystanek towarowy, a najbliższe stacje kolejowe znajdują się we Frick (4 km) i Brugg (12 km) – pomiędzy tymi miejscowościami przez Hornussen kursują autobusy pocztowe mniej więcej co godzinę.
Ok. 12% mieszkańców wsi stanowią cudzoziemcy.